# Stefano Tempesti
Stefano Tempesti, född 9 juni 1979 i Prato, är en italiensk vattenpolomålvakt. Han ingick i Italiens herrlandslag i vattenpolo vid olympiska sommarspelen 2000, 2004, 2008, 2012 och 2016.
Tempesti tog OS-silver i herrarnas vattenpoloturnering i London med det italienska landslaget. Han spelade åtta matcher i turneringen. I finalen besegrades Italien av Kroatien med 8–6. Vid den olympiska turneringen 2016 i Rio de Janeiro tog han en bronsmedalj.
Tempesti tog VM-guld för Italien i samband med världsmästerskapen i simsport 2011 i Shanghai.
Tempesti tog silver i vattenpolo vid medelhavsspelen 2001 och 2005 samt brons 2009.